# Alberto Boniotti
Alberto Boniotti (Brescia, 1995. március 23. –) olasz labdarúgó.

## Statisztika
2015. augusztus 5-i állapot szerint.
| Klub             | Klub             | Szezon           | Szezon           | Bajnokság | Bajnokság | Kupa  | Kupa  | Nemzetközi | Nemzetközi | Összes | Összes |
| Klub             | Klub             | Szezon           | Szezon           | Mérk.     | Gólok     | Mérk. | Gólok | Mérk.      | Gólok      | Mérk.  | Gólok  |
| ---------------- | ---------------- | ---------------- | ---------------- | --------- | --------- | ----- | ----- | ---------- | ---------- | ------ | ------ |
| Brescia          | Brescia          | 2013–14          | 2013–14          | 1         | 0         | 0     | 0     | —          | —          | 1      | 0      |
| Brescia          | Brescia          | 2014–15          | 2014–15          | 1         | 0         | 0     | 0     | —          | —          | 1      | 0      |
| Brescia          | Brescia          | Összesen         | Összesen         | 2         | 0         | 0     | 0     | 0          | 0          | 2      | 0      |
| Karrier Összesen | Karrier Összesen | Karrier Összesen | Karrier Összesen | 2         | 0         | 0     | 0     | 0          | 0          | 2      | 0      |